# Yoma sabulosa
Yoma sabulosa är en fjärilsart som beskrevs av Hans Fruhstorfer 1912. Yoma sabulosa ingår i släktet Yoma och familjen praktfjärilar. Inga underarter finns listade i Catalogue of Life.